# رولاند ميشيل تريمبلي
رولاند ميشيل تريمبلي (بالإنجليزية: Roland Michel Tremblay)‏ (15 أكتوبر 1972، مدينة كيبك في كندا)؛ مؤلِّف، كاتب مسرحي، شاعر، كاتب سيناريو وروائي كندي. درس في جامعة أوتاوا.